# Peranzanes (kommunhuvudort)
Peranzanes är en kommunhuvudort i Spanien.   Den ligger i provinsen Provincia de León och regionen Kastilien och Leon, i den nordvästra delen av landet, 400 km nordväst om huvudstaden Madrid. Peranzanes ligger 958 meter över havet och antalet invånare är 331.
Terrängen runt Peranzanes är kuperad söderut, men norrut är den bergig. Peranzanes ligger nere i en dal. Runt Peranzanes är det mycket glesbefolkat, med 7 invånare per kvadratkilometer. Närmaste större samhälle är Fabero, 12,1 km söder om Peranzanes. 